# Hemerobius quadripunctatus
Hemerobius quadripunctatus är en insektsart som beskrevs av Fabricius 1787. Hemerobius quadripunctatus ingår i släktet Hemerobius och familjen florsländor. Inga underarter finns listade i Catalogue of Life.